# Nannophlebia anatya
Nannophlebia anatya är en trollsländeart som beskrevs av Maurits Anne Lieftinck 1933. Nannophlebia anatya ingår i släktet Nannophlebia och familjen segeltrollsländor. IUCN kategoriserar arten globalt som livskraftig. Inga underarter finns listade i Catalogue of Life.